# Амалия Гессен-Гомбургская
Кристиана Амалия Гессен-Гомбургская (нем. Christiane Amalie von Hessen-Homburg; 29 июня 1774, Гомбург — 3 февраля 1846, Дессау) — принцесса Гессен-Гомбургская, в замужестве наследная принцесса Ангальт-Дессауская.

## Биография
Амалия — дочь ландграфа Фридриха V Гессен-Гомбургского и его супруги Каролины Гессен-Дармштадтской, дочери ландграфа Людвига IX Гессен-Дармштадтского.
12 июня 1792 года в Гомбурге Амалия вышла замуж за наследного принца Фридриха Ангальт-Дессауского. Она самостоятельно занималась воспитанием и образованием детей. Амалии посвятил одно из своих стихотворений Гёльдерлин.

## Потомки
- Августа (1793—1854), замужем за князем Фридрихом Гюнтером Шварцбург-Рудольштадтским (1793—1867)
- Леопольд IV Фридрих (1794—1871), герцог Ангальтский, женат на принцессе Фридерике Прусской (1796—1850)
- Георг (1796—1865), женат на принцессе Каролине Шварцбург-Рудольштадтской (1804—1829), затем морганатическим браком на Терезе Эмме фон Эрдмансдорф (1807—1848)
- Пауль (1797—1797)
- Луиза (1798—1858), замужем за своим дядей, ландграфом Густавом Гессен-Гомбургским (1781—1848)
- Фридрих Август (1799—1864), женат на принцессе Марии Гессен-Кассельской (1814—1895)
- Вильгельм (1807—1864), женат морганатическим браком на Эмилии Клауснитцер (1812—1888)